# Мауро Гойкоечеа
Мауро Даниел Гойкоечеа Фурия (на испански: Mauro Daniel Goicoechea Furia) е уругвайски футболист, вратар.

## Кариера
На 18-годишна възраст подписва договор с отбора на Данубио. За него има 60 мача. През лятото на 2012 г. Рома привлича Гойкоечеа под наем за един сезон. Дебютира в мач от 10-ия кръг на серия А, като резерва на мястото на Маартен Стекеленбург.. Оттогава Гойкоечеа измества холандеца от титулярното място и се превръща в първи избор на Зденек Земан.